# 77. ceremonia wręczenia nagród Brytyjskiej Akademii Filmowej
77. ceremonia wręczenia nagród Brytyjskiej Akademii Filmowej za rok 2023 odbyła się 18 lutego 2024 roku w Royal Festival Hall w Londynie.
Nominacje zostały ogłoszone 18 stycznia 2024, przez Naomi Ackie i Kingsleya Ben-Adira.
Najwięcej (trzynaście razy) nominowany był film Oppenheimer.
To była trzecia ceremonia wręczenia tych nagród, która nie odbyła się w Royal Albert Hall (poprzednie dwa miały miejsce w 2016 i 2023 roku).

## Laureaci i nominowani
Laureaci nagród objęci są wytłuszczeniem.

### Najlepszy film
- Oppenheimer – Christopher Nolan, Charles Roven(inne języki) i Emma Thomas
  - Anatomia upadku – Marie-Ange Luciani i David Thion
  - Przesilenie zimowe – Mark Johnson(inne języki)
  - Czas krwawego księżyca – Dan Friedkin(inne języki), Daniel Lupi(inne języki), Martin Scorsese i Bradley Thomas(inne języki)
  - Biedne istoty – Ed Guiney, Yorgos Lanthimos, Andrew Lowe i Emma Stone

### Najlepszy brytyjski film
(Nagroda im. Alexandra Kordy)
- Strefa interesów – Jonathan Glazer, James Wilson i Ewa Puszczyńska
  - Dobrzy nieznajomi(inne języki) – Andrew Haigh, Graham Broadbent(inne języki), Pete Czernin(inne języki) i Sarah Harvey
  - How to Have Sex(inne języki) – Molly Manning Walker(inne języki), Emily Leo, Ivana MacKinnon i Konstantinos Kontovrakis
  - Napoleon(inne języki) – Ridley Scott, Mark Huffam, Kevin J. Walsh(inne języki) i David Scarpa(inne języki)
  - The Old Oak(inne języki) – Ken Loach, Rebecca O’Brien(inne języki) i Paul Laverty(inne języki)
  - Biedne istoty – Yorgos Lanthimos, Ed Guiney, Andrew Lowe, Emma Stone i Tony McNamara(inne języki)
  - Ulica Rye Lane(inne języki) – Raine Allen-Miller(inne języki), Yvonne Isimeme Ibazebo, Damian Jones(inne języki), Nathan Bryon(inne języki) i Tom Melia
  - Saltburn(inne języki) – Emerald Fennell, Josey McNamara i Margot Robbie
  - Georgie ma się dobrze(inne języki) – Charlotte Regan(inne języki) i Theo Barrowclough
  - Wonka – Paul King(inne języki), Alexandra Derbyshire, David Heyman i Simon Farnaby(inne języki)

### Najlepszy film nieanglojęzyczny
- Strefa interesów – Jonathan Glazer
  - 20 dni w Mariupolu(inne języki) – Mstyslav Chernov(inne języki) i Raney Aronson-Rath(inne języki)
  - Anatomia upadku – Justine Triet, Marie-Ange Luciani i David Thion
  - Poprzednie życie – Celine Song, David Hinojosa(inne języki), Pamela Koffler(inne języki) i Christine Vachon(inne języki)
  - Śnieżne bractwo(inne języki) – Juan Antonio Bayona i Belén Atienza

### Najlepsza reżyseria
- Christopher Nolan – Oppenheimer
  - Bradley Cooper – Maestro(inne języki)
  - Jonathan Glazer – Strefa interesów
  - Andrew Haigh – Dobrzy nieznajomi(inne języki)
  - Alexander Payne – Przesilenie zimowe
  - Justine Triet – Anatomia upadku

### Najlepszy scenariusz adaptowany
- Amerykańska fikcja(inne języki) – Cord Jefferson(inne języki)
  - Dobrzy nieznajomi(inne języki) – Andrew Haigh
  - Oppenheimer – Christopher Nolan
  - Biedne istoty – Tony McNamara(inne języki)
  - Strefa interesów – Jonathan Glazer

### Najlepszy scenariusz oryginalny
- Anatomia upadku – Justine Triet i Arthur Harari(inne języki)
  - Barbie – Greta Gerwig i Noah Baumbach
  - Przesilenie zimowe – David Hemingson(inne języki)
  - Maestro(inne języki) – Bradley Cooper i Josh Singer(inne języki)
  - Poprzednie życie – Celine Song

### Najlepszy aktor pierwszoplanowy
- Cillian Murphy – Oppenheimer jako J. Robert Oppenheimer
  - Bradley Cooper – Maestro(inne języki) jako Leonard Bernstein
  - Colman Domingo(inne języki) – Rustin(inne języki) jako Bayard Rustin
  - Paul Giamatti – Przesilenie zimowe jako Paul Hunham
  - Barry Keoghan – Saltburn(inne języki) jako Oliver Quick
  - Teo Yoo(inne języki) – Poprzednie życie jako Hae Sung

### Najlepsza aktorka pierwszoplanowa
- Emma Stone – Biedne istoty jako Bella Baxter
  - Fantasia Barrino – Kolor purpury(inne języki) jako Celie Harris-Johnson
  - Sandra Hüller – Anatomia upadku jako Sandra Voyter
  - Carey Mulligan – Maestro(inne języki) jako Felicia Montealegre(inne języki)
  - Vivian Oparah(inne języki) – Ulica Rye Lane(inne języki) jako Yas
  - Margot Robbie – Barbie jako Barbie

### Najlepszy aktor drugoplanowy
- Robert Downey Jr. – Oppenheimer jako Lewis Strauss(inne języki)
  - Robert De Niro – Czas krwawego księżyca jako William King Hale(inne języki)
  - Jacob Elordi – Saltburn(inne języki) jako Felix Catton
  - Ryan Gosling – Barbie jako Ken
  - Paul Mescal – Dobrzy nieznajomi(inne języki) jako Harry
  - Dominic Sessa(inne języki) – Przesilenie zimowe jako Angus Tully

### Najlepsza aktorka drugoplanowa
- Da’Vine Joy Randolph – Przesilenie zimowe jako Mary Lamb
  - Emily Blunt – Oppenheimer jako Kitty Oppenheimer(inne języki)
  - Danielle Brooks – Kolor purpury(inne języki) jako Sofia
  - Claire Foy – Dobrzy nieznajomi(inne języki) jako Mum
  - Sandra Hüller – Strefa interesów jako Hedwig Höss
  - Rosamund Pike – Saltburn(inne języki) jako Lady Elspeth Catton

### Najlepsza muzyka
(Nagroda im. Anthony’ego Asquitha)
- Oppenheimer – Ludwig Göransson
  - Czas krwawego księżyca – Robbie Robertson (pośmiertnie)
  - Biedne istoty – Jerskin Fendrix(inne języki)
  - Saltburn(inne języki) – Anthony Willis
  - Spider-Man: Poprzez multiwersum – Daniel Pemberton(inne języki)

### Najlepsze zdjęcia
- Oppenheimer – Hoyte van Hoytema
  - Czas krwawego księżyca – Rodrigo Prieto
  - Maestro(inne języki) – Matthew Libatique
  - Biedne istoty – Robbie Ryan
  - Strefa interesów – Łukasz Żal

### Najlepszy montaż
- Oppenheimer – Jennifer Lame(inne języki)
  - Anatomia upadku – Laurent Sénéchal(inne języki)
  - Czas krwawego księżyca – Thelma Schoonmaker
  - Biedne istoty – Jorgos Mawropsaridis
  - Strefa interesów – Paul Watts

### Najlepsza scenografia
- Biedne istoty – Shona Heath(inne języki), James Price(inne języki) i Zsuzsa Mihalek(inne języki)
  - Barbie – Sarah Greenwood(inne języki) i Katie Spencer(inne języki)
  - Czas krwawego księżyca – Jack Fisk(inne języki) i Adam Willis(inne języki)
  - Oppenheimer – Ruth De Jong(inne języki) i Claire Kaufman
  - Strefa interesów – Chris Oddy, Joanna Maria Kuś i Katarzyna Sikora

### Najlepsze kostiumy
- Biedne istoty – Holly Waddington(inne języki)
  - Barbie – Jacqueline Durran
  - Czas krwawego księżyca – Jacqueline West(inne języki)
  - Napoleon(inne języki) – David Crossman(inne języki) i Janty Yates
  - Oppenheimer – Ellen Mirojnick

### Najlepsza charakteryzacja i fryzury
- Biedne istoty – Nadia Stacey(inne języki), Mark Coulier(inne języki) i Josh Weston
  - Czas krwawego księżyca – Kay Georgiou(inne języki) i Thomas Nellen
  - Maestro(inne języki) – Siân Grigg(inne języki), Kay Georgiou(inne języki), Kazu Hiro(inne języki) i Lori McCoy-Bell(inne języki)
  - Napoleon(inne języki) – Jana Carboni, Francesco Pegoretti(inne języki), Satinder Chumber i Julia Vernon(inne języki)
  - Oppenheimer – Luisa Abel(inne języki), Jaime Leigh McIntosh, Jason Hamer i Ahou Mofid

### Najlepszy dźwięk
- Strefa interesów – Johnnie Burn(inne języki) i Tarn Willers(inne języki)
  - Ferrari(inne języki) – Angelo Bonanni, Tony Lamberti(inne języki), Andy Nelson(inne języki), Lee Orloff(inne języki) i Bernard Weiser
  - Maestro(inne języki) – Richard King(inne języki), Steve Morrow(inne języki), Tom Ozanich(inne języki), Jason Ruder(inne języki) i Dean Zupancic(inne języki)
  - Mission: Impossible – Dead Reckoning Part One – Chris Burdon(inne języki), James H. Mather(inne języki), Chris Munro(inne języki) i Mark Taylor
  - Oppenheimer – Willie Burton(inne języki), Richard King(inne języki), Kevin O’Connell i Gary A. Rizzo(inne języki)

### Najlepsze efekty specjalne
- Biedne istoty – Simon Hughes
  - Twórca – Jonathan Bullock, Charmaine Chan, Ian Comley i Jay Cooper
  - Strażnicy Galaktyki: vol. 3 – Theo Bialek(inne języki), Stephane Ceretti(inne języki), Alexis Wajsbrot(inne języki) i Guy Williams
  - Mission: Impossible – Dead Reckoning Part One – Neil Corbould(inne języki), Simone Coco(inne języki), Jeff Sutherland i Alex Wuttke
  - Napoleon(inne języki) – Henry Badgett, Neil Corbould(inne języki), Charley Henley(inne języki) i Luc-Ewen Martin-Fenouillet

### Najlepszy film animowany
- Chłopiec i czapla – Hayao Miyazaki i Toshio Suzuki
  - Uciekające kurczaki: Era nuggetsów(inne języki) – Sam Fell(inne języki), Leyla Hobart i Steve Pegram
  - Między nami żywiołami – Peter Sohn(inne języki) i Denise Ream
  - Spider-Man: Poprzez multiwersum – Joaquim Dos Santos(inne języki), Kemp Powers(inne języki), Justin K. Thompson, Avi Arad(inne języki), Phil Lord(inne języki), Christopher Miller(inne języki), Amy Pascal i Christina Steinberg

### Najlepszy krótkometrażowy film animowany
- Crab Day – Ross Stringer, Bartosz Stanislawek i Aleksandra Sykulak
  - Visible Mending – Samantha Moore i Tilley Bancroft
  - Wild Summon – Karni Arieli, Saul Freed i Jay Woolley

### Najlepszy film krótkometrażowy
- Jellyfish i Lobster – Yasmin Afifi i Elizabeth Rufai
  - Festival of Slaps – Abdou Cissé, Cheri Darbon i George Telfer
  - Gorka – Joe Weiland i Alex Jefferson
  - Such a Lovely Day – Simon Woods, Polly Stokes, Emma Norton i Kate Phibbs
  - Yellow – Elham Ehsas, Dina Mousawi(inne języki), Azeem Bhati i Yiannis Manolopoulos

### Najlepszy film dokumentalny
- 20 dni w Mariupolu(inne języki) – Mstyslav Chernov(inne języki) i Raney Aronson-Rath(inne języki)
  - Jon Batiste: Amerykańska symfonia(inne języki) – Matthew Heineman(inne języki), Lauren Domino i Joedan Okun
  - Ucieczka z Utopii(inne języki) – Madeleine Gavin, Rachel Cohen i Jana Edelbaum
  - Nieustannie: Historia Michaela J. Foxa(inne języki) – Davis Guggenheim, Jonathan King i Annetta Marion
  - Wham!(inne języki) – Chris Smith(inne języki)

### Najlepszy debiut brytyjskiego scenarzysty, reżysera lub producenta
(Nagroda im. Carla Foremana)
- Earth Mama(inne języki) – Savanah Leaf (scenarzysta, reżyser, producent), Shirley O’Connor (producent) i Medb Riordan (producent)
  - Blue Bag Life – Lisa Selby (reżyser), Rebecca Lloyd-Evans (reżyser, producent) and Alex Fry (producent)
  - Bobi Wine: Prezydent z getta(inne języki) – Christopher Sharp (reżyser)
  - How to Have Sex(inne języki) – Molly Manning Walker(inne języki) (scenarzysta, reżyser)
  - Czy jest tam ktoś? – Ella Glendining (reżyser)

### Najlepszy casting
- Przesilenie zimowe – Susan Shopmaker
  - Dobrzy nieznajomi(inne języki) – Kahleen Crawford
  - Anatomia upadku – Cynthia Arra
  - How to Have Sex(inne języki) – Isabella Odoffin
  - Czas krwawego księżyca – Ellen Lewis(inne języki) i Rene Haynes

### Nagroda dla wschodzącej gwiazdy
- Mia McKenna-Bruce(inne języki)
  - Ayo Edebiri(inne języki)
  - Phoebe Dynevor
  - Jacob Elordi
  - Sophie Wilde(inne języki)

## Podsumowanie liczby nominacji
- 13 – Oppenheimer
- 11 – Biedne istoty
- 9 – Czas krwawego księżyca i Strefa interesów
- 7 – Anatomia upadku, Przesilenie zimowe i Maestro(inne języki)
- 6 – Dobrzy nieznajomi(inne języki)
- 5 – Barbie i Saltburn(inne języki)
- 4 – Napoleon(inne języki)
- 3 – How to Have Sex(inne języki) i Poprzednie życie

## Podsumowanie liczby nagród
- 7 – Oppenheimer
- 5 – Biedne istoty
- 3 – Strefa interesów
- 2 – Przesilenie zimowe